# Itsuji Itao
Itsuji Itao (板尾 創路, Itao Itsuji), né à Tondabayashi le 18 juillet 1963 est un humoriste et acteur japonais. Il est membre du duo comique 130R et fait de fréquentes apparitions dans les batsu game de Downtown no Gaki no Tsukai ya Arahende!!.

## Filmographie

### Cinéma
- 2001 : Desert Moon (月の砂漠, Tsuki no sabaku) de Shinji Aoyama : journaliste
- 2002 : The Blessing Bell : prisonnier
- 2003 : 9 Souls
- 2003 : Josee, the Tiger and the Fish : le manager
- 2004 : Space Police
- 2005 : Cromartie High : Takenouchi
- 2005 : Yaji and Kita: The Midnight Pilgrims : Naniwa Hotto
- 2005 : Hanging Garden : Takashi Kyobashi
- 2005 : The Great Yokai War
- 2005 : Masked Rider: The First
- 2006 : One Missed Call: Final : M. Kibe, Professeur
- 2006 : Ghost Train
- 2006 : Death Note: The Last Name : Hikima
- 2007 : Pile Driver
- 2007 : Tokyo Tower: Mom and Me, and Sometimes Dad
- 2007 : Dai Nipponjin
- 2007 : Grow
- 2007 : Erotic Rampo: Ningen-isu
- 2007 : Negative Happy Chainsaw Edge
- 2008 : Tokyo Gore Police
- 2008 : Tamami: The Baby's Curse
- 2008 : Love Exposure
- 2009 : Onnanoko Monogatari
- 2009 : Air Doll (空気人形, Kūki Ningyō) de Hirokazu Kore-eda : Hideo
- 2011 : Karate-Robo Zaborgar
- 2012 : Saya Zamuraï : un gardien

### Télévision
- 2006 : Imo Tako Nankin : Kozo Ikeuchi